# Aeternitas (hudební skupina)
Aeternitas je německá gothic/symphonic metalová kapela.

## Členové kapely

### Současní členové
- Alexander Hunzinger - zpěv
- Julia Marou - zpěv
- Anja Hunzinger - klávesy
- Daniel T. Lentz - kytara
- Richard Corbett - baskytara
- Frank Mölk - bicí

### Bývalí členové

#### Zpěv
- Oliver Bandmann

- Stephan Borchert
- Sandra Wolf
- Birger Hinz

#### Kytara
- Thomas Teschner
- Mirko Lipke

#### Baskytara
- Andreas Libera
- Martin Hertz

#### Bicí
- Sebastian Siegert

## Diskografie

### Alba
- Requiem [2000]
- La Danse Macabre [2004]
- Rappacinis Tochter - Highlights [2009]
- Rappacinis Tochter - Gesamtwerk [2009]
- House of Usher - 2016
- Tales of the Grotesque - 2018